# Hugo Schrade

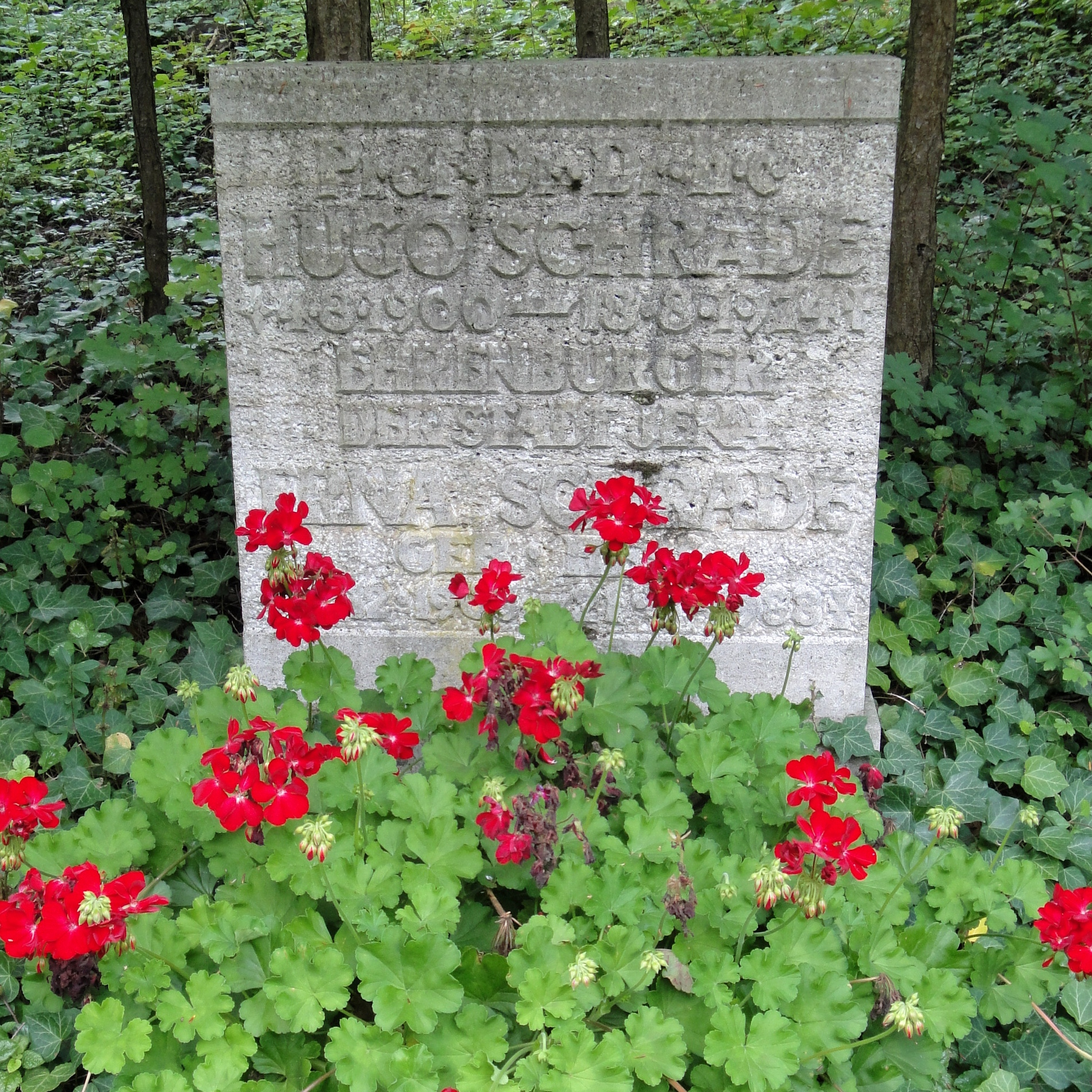
Grab von Hugo Schrade auf dem Nordfriedhof in Jena

Hugo Schrade (* 4. August 1900 in Ludwigsburg; † 18. August 1974 in Jena) war ein deutscher Manager.

## Leben
Hugo Schrade studierte von 1919 bis 1923 Maschinenbau an der TH Stuttgart. 1929 wurde er promoviert und im gleichen Jahr Assistent in der Personalabteilung der Carl Zeiss AG. Da seine Frau, Erna Klara Schrade geb. Hess (1905–1988), Jüdin war, wurden beide nach Machtantritt der Nationalsozialisten verfolgt. Am 16. Oktober 1944 wurden Schrade und seine Frau verhaftet und in ein Arbeitslager der Organisation Todt deportiert. Im März 1945 wurde er durch Intervention des Zeisswerks aus dem Arbeitslager entlassen.
Nach Ende des Zweiten Weltkriegs wurde Hugo Schrade zusammen mit Friedrich Schomerus und Viktor Sandmann mit der Geschäftsleitung von Zeiss Jena auf zwei Jahre betraut. Am 1. Juli 1948 wurde er Direktor des verstaatlichten VEB Carl Zeiss Jena und zum Direktor der Vereinigung der Volkseigenen Betriebe Feinmechanik-Optik (VVB Optik) berufen. Mit Gründung des Kombinates wurde er 1965 Generaldirektor, den Posten hatte er bis zu seiner Pensionierung 1966 inne.
Für seine Leistung beim Überführen der Zeiss AG in den VEB Carl Zeiss Jena erhielt Schrade 1950 zusammen mit Hans Boegehold und August Klemm, dem Geschäftsführer des Jenaer Glaswerkes, Für besondere Leistungen beim Wiederaufbau der Zeiß- und Schott-Werke den Nationalpreis I. Klasse für Wissenschaft und Technik. Dieser war mit 100.000 MDN dotiert.
Schrade erhielt die Ehrenbürgerwürde der Stadt Jena. Nach ihm sind eine Straße in Jena-Winzerla und der Asteroid (48422) Schrade benannt.

## Darstellung Schrades in der bildenden Kunst (Auswahl)
- Richard-Otto Voigt: Nationalpreisträger Prof. Dr. Hugo Schrade, Generaldirektor des VEB Carl Zeiss Jena (Tafelbild, Öl; 1952)[2]